# Liga Mexicana de Béisbol 1983
La Temporada 1983 de la Liga Mexicana de Béisbol fue la edición número 59. Para esta temporada hubo tres cambios de sede, los Broncos de Reynosa pasan a ser los Bravos de León quienes habían participado anteriormente como los Cachorros de León de 1979 a 1980, los Astros de Monclova se convierten en los Astros de Tamaulipas y los Dorados de Chihuahua pasan a ser los Acereros de Monclova, equipo que había debutado durante la temporada de 1980. Los equipos siguen divididos en las Zona Norte y Zona Sur, pero a partir de esta temporada se eliminan las divisiones, por lo que quedan agrupados ocho equipos por cada zona.
En la Serie Final los Piratas de Campeche obtuvieron el primer campeonato de su historia al derrotar en 7 juegos a los Indios de Ciudad Juárez. El mánager campeón fue Francisco "Paquín" Estrada.

## Equipos participantes
| Liga Mexicana de Béisbol 1983 |                              |           |                                |                            |           |
| Zona                          | Equipo                       | Fundación | Ciudad                         | Estadio                    | Capacidad |
| Norte                         | Acereros de Monclova         | 1974      | Monclova, Coahuila             | Monclova                   | 8,500     |
| Norte                         | Astros de Tamaulipas         | 1937      | Tampico, Tamaulipas            | Ángel Castro               | 16,000    |
| Norte                         | Bravos de León               | 1978      | León, Guanajuato               | Domingo Santana            | 6,500     |
| Norte                         | Indios de Ciudad Juárez      | 1936      | Ciudad Juárez, Chihuahua       | Cruz Blanca                | 5,000     |
| Norte                         | Rieleros de Aguascalientes   | 1975      | Aguascalientes, Aguascalientes | Alberto Romo Chávez        | 6,494     |
| Norte                         | Saraperos de Saltillo        | 1970      | Saltillo, Coahuila             | Francisco I. Madero        | 16,000    |
| Norte                         | Sultanes de Monterrey        | 1939      | Monterrey, Nuevo León          | Cuauhtémoc y Famosa        | 6,000     |
| Norte                         | Tecolotes de Nuevo Laredo    | 1940      | Nuevo Laredo, Tamaulipas       | La Junta                   | 7,800     |
| Sur                           | Azules de Coatzacoalcos      | 1979      | Coatzacoalcos, Veracruz        | "Presidente Miguel Alemán" | 4,000     |
| Sur                           | Diablos Rojos del México     | 1940      | México, D. F.                  | Seguro Social              | 25,000    |
| Sur                           | Leones de Yucatán            | 1954      | Mérida, Yucatán                | Kukulcán                   | 14,917    |
| Sur                           | Piratas de Campeche          | 1980      | Campeche, Campeche             | Venustiano Carranza        | 6,000     |
| Sur                           | Petroleros de Poza Rica      | 1958      | Poza Rica, Veracruz            | Heriberto Jara Corona      | 10,000    |
| Sur                           | Plataneros de Tabasco        | 1975      | Villahermosa, Tabasco          | Centenario 27 de Febrero   | 8,500     |
| Sur                           | Rojos del Águila de Veracruz | 1903      | Veracruz, Veracruz             | Deportivo Veracruzano      | 12,000    |
| Sur                           | Tigres Capitalinos           | 1955      | México, D. F.                  | Seguro Social              | 25,000    |

## Posiciones
| Zona Norte     | Zona Norte | Zona Norte | Zona Norte | Zona Norte |
| Equipo         | JG         | JP         | PCT        | JV         |
| -------------- | ---------- | ---------- | ---------- | ---------- |
| Aguascalientes | 64         | 54         | .542       | -          |
| Ciudad Juárez  | 62         | 54         | .534       | 1.0        |
| Tamaulipas     | 57         | 55         | .509       | 4.0        |
| Saltillo       | 60         | 58         | .508       | 4.0        |
| Nuevo Laredo   | 58         | 59         | .496       | 5.5        |
| León           | 55         | 61         | .474       | 8.0        |
| Monterrey      | 50         | 67         | .427       | 13.5       |
| Monclova       | 49         | 69         | .415       | 15.0       |

| Zona Sur      | Zona Sur | Zona Sur | Zona Sur | Zona Sur |
| Equipo        | JG       | JP       | PCT      | JV       |
| ------------- | -------- | -------- | -------- | -------- |
| México        | 74       | 37       | .667     | -        |
| Campeche      | 70       | 44       | .614     | 5.5      |
| Tigres        | 65       | 51       | .560     | 11.5     |
| Yucatán       | 60       | 55       | .522     | 16.0     |
| Coatzacoalcos | 54       | 63       | .462     | 23.0     |
| Tabasco       | 53       | 62       | .461     | 23.0     |
| Águila        | 51       | 61       | .455     | 23.5     |
| Poza Rica     | 41       | 73       | .360     | 34.5     |

| Clasificado a los playoffs |

## Juego de Estrellas
Se realizaron dos ediciones del Juego de Estrellas de la LMB. El primero el 6 de junio en el Estadio Ángel Castro en Tampico, Tamaulipas. La Zona Sur se impuso a la Norte 11 carreras a 9, en donde fueron seleccionados como Jugadores Más Valiosos Enrique Aguilar de los Rieleros de Aguascalientes y el estadounidense Paul Herring de los Plataneros de Tabasco.
El segundo juego se realizó el 7 de junio en el Parque del Seguro Social en México, D. F. La Zona Norte se impuso a la Sur 5 carreras a 2, en el cual Andrés Mora de los Tecolotes de Nuevo Laredo fue designado como el MVP.

## Play-offs
Por primera y única ocasión los play offs se jugaron a manera de Round Robin, uno por cada zona. Los equipos ganadores resultaban Campeones de Zona. El campeón de la liga se definió mediante una serie final entre los campeones de la zona sur y de la zona norte.
| Zona Norte       | Zona Norte | Zona Norte | Zona Norte | Zona Norte |
| Equipo           | JG         | JP         | PCT        | JV         |
| ---------------- | ---------- | ---------- | ---------- | ---------- |
| Ciudad Juárez(1) | 11         | 7          | .611       | -          |
| Saltillo(1)      | 11         | 7          | .611       | -          |
| Aguascalientes   | 7          | 11         | .389       | 4.0        |
| Tamaulipas       | 7          | 11         | .389       | 4.0        |

| Zona Sur | Zona Sur | Zona Sur | Zona Sur | Zona Sur |
| Equipo   | JG       | JP       | PCT      | JV       |
| -------- | -------- | -------- | -------- | -------- |
| Campeche | 13       | 5        | .722     | -        |
| México   | 12       | 6        | .667     | 1.0      |
| Yucatán  | 6        | 12       | .333     | 7.0      |
| Tigres   | 5        | 13       | .278     | 8.0      |

| Campeón de Zona |

1 Los Indios ganaron un partido de desempate a los Saraperos para coronarse campeones de la Zona Norte.

### Serie de Campeonato
La serie de Campeonato se llevó a cabo entre los Piratas de Campeche y los Indios de Ciudad Juárez. La serie se fue hasta los siete juegos donde el séptimo y decisivo partido lo ganaron los Piratas 14-6.
- Juego 1 Campeche 4-5 Ciudad Juárez
- Juego 2 Campeche 11-4 Ciudad Juárez
- Juego 3 Ciudad Juárez 4-0 Campeche
- Juego 4 Ciudad Juárez 0-2 Campeche
- Juego 5 Ciudad Juárez 0-1 Campeche
- Juego 6 Campeche 2-4 Ciudad Juárez
- Juego 7 Campeche 14-6 Ciudad Juárez

## Designaciones
Se designaron como novatos del año a Jesús Antonio Barrera  de los Tecolotes de Nuevo Laredo y a Ramón Serna de los Indios de Ciudad Juárez.

## Acontecimientos relevantes
- 12 de mayo: Héctor Madrigal de los Rojos del Águila de Veracruz le lanza juego sin hit ni carrera de 9 entradas a los Indios de Ciudad Juárez, en un partido disputado en Veracruz, Veracruz y que terminó con marcador de 7-0.[4]
- 21 de julio: Álvaro Soto de los Bravos de León le lanza juego sin hit ni carrera de 7 entradas a los Sultanes de Monterrey, en un partido disputado en Monterrey, Nuevo León y que terminó con marcador de 5-0.